# Calice de Tassilon

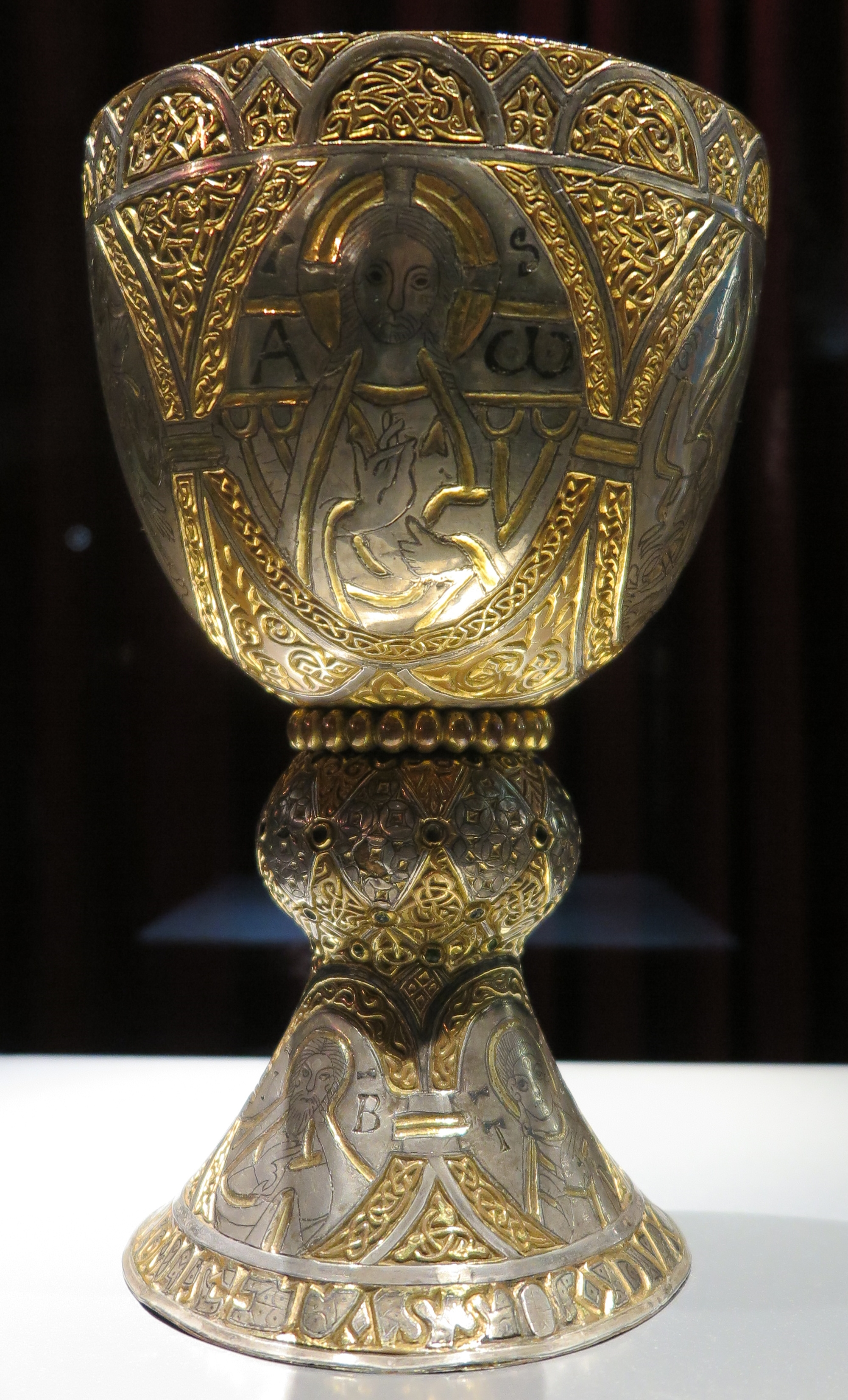
Le calice de Tassilon.

Le calice de Tassilon est un calice en bronze, doré à l'argent et à l'or, datant du VIIIe siècle. Le calice est de conception anglo-saxonne et se trouvait probablement à l'abbaye de Kremsmünster (de), en Bavière (Allemagne), peu de temps après sa fabrication. 

## Histoire
Réalisé entre 770 et 790, le calice a été donné par Liutperga, épouse du duc bavarois Tassilon III, peut-être à l'occasion de la création de l'abbaye bénédictine de Kremsmünster en 777. 

## Description
Le calice est composé d'une tasse en forme d’œuf, d'un grand bouton (bouton décoratif) et d'un pied relativement étroit (base). Le calice est coulé en bronze et a été doré à l'or et à l'argent puis décoré de différentes manières, dont la gravure niello et la gravure sur puce. Il fait 25,5 cm de haut et pèse 3,05 kg; sa coupe contient environ 1,75 litre. 
Les médaillons ovales entrelacés autour de la coupe montrent le Christ (avec les initiales "I" et "S", pour Iesus Salvator ) et quatre portraits d'évangélistes, chaque évangéliste avec son symbole. Autour de la base se trouvent des icônes de la Vierge Marie, de Jean-Baptiste et, selon une interprétation incertaine, de la reine lombarde Théodolinde. La décoration entrelacée qui couvre la majeure partie du reste de l'extérieur contient quelques animaux. Autour du pied se trouve l'inscription latine : TASSILO DUX FORTIS + LIVTPIRG VIRGA REGALIS. 
Le calice est un objet exceptionnel et original, peut-être réalisé par des artisans de Northumbrie, décoré d'ornements hiberno-saxons typiques de l'époque. Le style est plus typique de la composante anglo-saxonne plutôt qu'irlandaise de ce style hybride. Il est prouvé que les moines eux-mêmes ont été formés comme orfèvres dans la période insulaire, comme saint Dunstan, archevêque de Canterbury au Xe siècle et ceux de Salzbourg par exemple qui était un centre de la mission anglo-saxonne. 
Le soin et l'art avec lesquels il a été travaillé et la riche décoration montrent qu'il était le produit du plus haut savoir-faire de l'époque. Bien que les synodes d'église tenus aux VIIIe et IXe siècles interdisent expressément l'utilisation du cuivre et du bronze dans les calices consacrés, il est l'un des rares exemples de tels récipients qui subsistent de cette époque. 
Le caractère de l'ornementation montre clairement la prédominance des influences insulaires et anglo-saxonnes, même si elle a pu être réalisée sur le continent. Son lieu de fabrication est incertain, et il pourrait avoir été produit dans le nord de l'Italie, mais Mondsee ou Salzbourg ont également été suggérés. Avec le calice Ardagh et le calice Derrynaflan et la patène associée, tous d'origine irlandaise, il est l'un des plus impressionnants des très rares gros morceaux de ferronnerie de l'église insulaire - la plupart des exemples de ce style sont des broches séculaires. La ferronnerie anglo-saxonne était très appréciée jusqu'en Italie. Elle était et surtout connue pour sa gravure, mais il y a encore moins de pièces qui ont survécu qu'en Irlande.